# Гретна Грийн
Гретна Грийн (на английски: Gretna Green) е село в южната част на Шотландия. Намира се в област Дъмфрис и Галоуей. Разположено е близо до устието на река Еск в залива Солуей Фърт. Известно е най-вече с това, че там са могли да се сключват бракове, които по някакви причини са били забранени в останалата част на страната (Англия през 18-19 век). Има жп гара. Население 2705 души по данни от преброяването през 2001 г.